# Alice Stebbins Wells

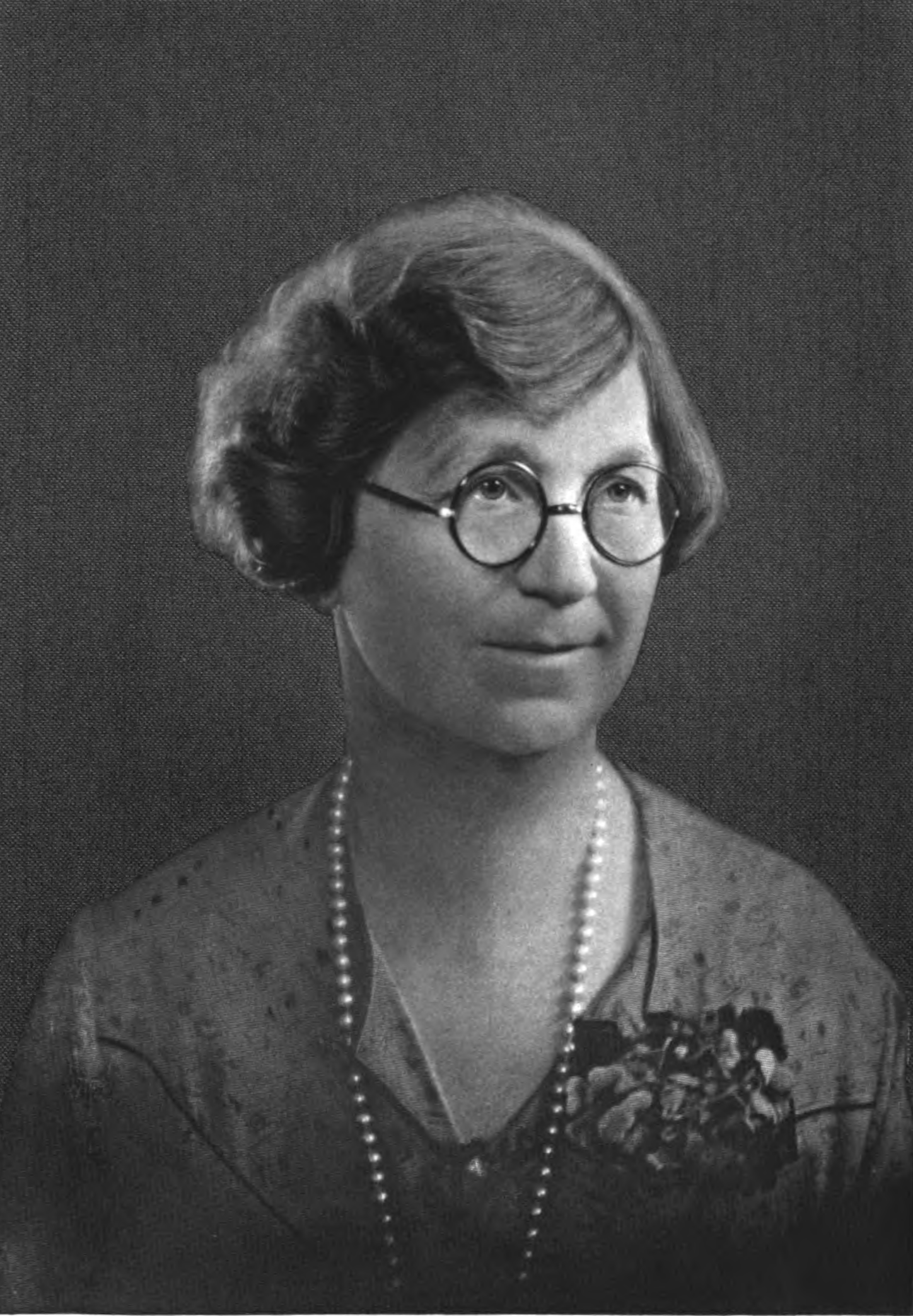
Alice Stebbins Wells

Alice Stebbins Wells (* 13. Juni 1873 in Manhattan, Kansas als Alice Bessie Stebbins; † 17. August 1957 in Los Angeles, Kalifornien) war eine US-amerikanische Polizistin. Sie war 1910 die erste Polizistin des Los Angeles Police Department (LAPD) und die erste in Amerika geborene offizielle Polizistin in den USA.

## Leben und Werk

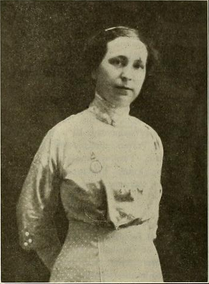
Alice Stebbins Wells, 1912

Wells war die Tochter von Homer Pease und Sarah Elizabeth (geb. Kinney) Stebbins, die beide das Oberlin College besucht hatten. Nach ihrer Geburt zog die Familie nach Hiawatha, Kansas, wo ihr Vater eine Lokalzeitung gründete. Wells besuchte die High School in Atchinson und um 1900 war sie die Assistentin des Pastors Newell Dwight Hillis in der Plymouth Church in Brooklyn. Sie besuchte das Oberlin College und schrieb sich am Hartford Theological Seminary ein, wo sie zwei Jahre alttestamentliche Geschichte studierte. Während dieser Zeit war sie zu Ferienzeiten Pastorin in Kirchen in und um Maine und war die erste Frau, die in diesem Bundesstaat Gottesdienste abhielt. Auf einer Reise nach Perry, Oklahoma, wurde sie Pastorin in einer der örtlichen Gemeinden. Sie heiratete den Farmer Frank Wells aus Wisconsin, mit dem sie drei Kinder bekam.

## Einstellung als Polizistin
Wells und ihr Mann zogen nach Los Angeles und Wells beantragte bei dem Bürgermeister und dem Stadtrat, dass Frauen als Polizisten dienen dürfen. Seit 1891 hatten die Strafverfolgungsbehörden Frauen nur für die Betreuung weiblicher Gefangener beschäftigt. Wells Antrag wurde stattgegeben und sie wurde am 12. September 1910 zur ersten Polizistin mit Verhaftungsbefugnissen ernannt. Sie erhielt eine Dienstmarke, ein Regelbuch, ein Erste-Hilfe-Buch, aber sie erhielt keine Uniform. Da viele dachten, sie hätte die Dienstmarke ihres Mannes gestohlen und täuschte vor, eine Polizistin zu sein, veranlasste die Polizeibehörde, ein spezielles Polizistinnen-Abzeichen auszustellen. Wells musste ihre eigene Polizeiuniform selber nähen, die erste Uniform einer Polizistin in den Vereinigten Staaten. Sie bestand aus einem bodenlangen Kleid und einer khakifarbenen Jacke. Eine Reproduktion dieses Outfits ist im The Los Angeles Police Historical Society Museum ausgestellt.
Zu ihren ersten Aufgaben gehörte die Überwachung und Durchsetzung von Gesetzen in Tanzhallen, Eisbahnen, Spielhallen, Filmshows und an ähnlichen Orten. Zu ihren Tätigkeiten gehörten die Suche nach vermissten Personen und die Führung einer allgemeinen Auskunftsstelle für ratsuchende Frauen in polizeilichen Angelegenheiten. 1911 wurde die Position des weiblichen Polizeibeamten in Los Angeles unter die Kontrolle des öffentlichen Dienstes gestellt. Bis Oktober 1912 gab es in der Abteilung drei Polizistinnen und drei Polizeimatronen. Wells setzte sich öffentlich für die Notwendigkeit von Frauen im Polizeidienst ein und bereiste mehr als 100 Städte in den USA und Kanada, um für die Sache der weiblichen Polizisten zu werben. 1914 sprach sie in Albany (New York) und drängte auf die Verabschiedung eines Gesetzentwurfs für Polizistinnen. Im Mai 1915 plante sie eine Konferenz zur Gründung einer internationalen Vereinigung von Polizistinnen, die mit der National Conference of Charities and Corrections zusammenarbeitete. Polizistinnen aus 14 Bundesstaaten kamen im ersten Jahr und wählten sie zur Präsidentin, eine Position, die sie fünf Jahre lang innehatte. Bei der zweiten Konferenz waren 22 Staaten vertreten.
1918 überzeugte Wells die University of California, Southern Division (jetzt UCLA) den ersten Kurs speziell zur Arbeit von Polizistinnen anzubieten. Der Kurs wurde von der Kriminologischen Abteilung der Universität 1918 eingeführt. Neun Jahre nach der Einstellung von Wells hatte das LAPD vier weitere Polizistinnen und Georgia Ann Robinson als die erste afroamerikanische Polizistin eingestellt. Wells setzte sich für mehr weibliche Beamte ein, um bedürftigen Jugendlichen und Frauen zu helfen, die sich möglicherweise nicht wohl dabei fühlen, mit Polizisten zu sprechen. Bis Mitte der 1920er Jahre hatten mehr als ein Dutzend anderer US-Städte weibliche Polizisten eingestellt.
Wells gründete 1924 die Pan-Pacific Association for Mutual Understanding. 1928 gründete sie die Women Peace Officers Association of California in San Bernardino (Kalifornien) und war die erste Präsidentin der Women’s Peace Officers Association of California. Wells half ebenfalls bei der Gründung eines Büros für Frauen, die Hilfe brauchten, eines Büros für vermisste Personen für Frauen und Kinder und gründete 1917 mit Hilfe der Bewährungshelferin Minnie Barton ein sicheres Zuhause für Frauen, die gerade erst aus dem Gefängnis entlassen worden waren. Dieses Minnie Barton Home wurde schließlich Teil des Children’s Institute for Los Angeles. Wells gründete ebenfalls die Los Angeles Social Hygiene Society und war deren Präsidentin.
1934 wurde sie zur Historikerin des LAPD ernannt und behielt diese Position, bis sie am 1. November 1940 in den Ruhestand ging.
Wells starb 1957; an ihrer Beerdigung nahmen hochrangige Offiziere des LAPD und eine zehnköpfige Ehrengarde teil. Sie wurde im Forest Lawn Memorial Park beigesetzt.